# Cheilosia merulina
Cheilosia merulina är en tvåvingeart som först beskrevs av Giovanni Antonio Scopoli 1763.  Cheilosia merulina ingår i släktet örtblomflugor, och familjen blomflugor.
Artens utbredningsområde är Slovenien. Inga underarter finns listade i Catalogue of Life.